# Queimada dupla

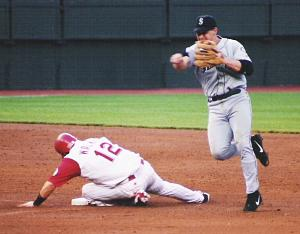
Após pisar na segunda base, o defensor lança à primeira para completar a queimada dupla.

No beisebol, uma queimada dupla (double play, DP) para um time ou defensor é o ato de fazer dois eliminados durante a mesma jogada.
Os arremessadores muitas vezes selecionam arremessos que façam uma queimada dupla mais provável (normalmente, um arremesso facilmente rebatido como uma bola rasteira para um defensor interno intermediário), e times na defesa alteram posições no campo interno para fazer uma bola rasteira mais provável de ser convertida em queimada dupla. Devido a queimada dupla terminar uma entrada numa situação de um eliminado, ela faz a anotação de uma corrida impossível naquela entrada. Numa situação de nenhum eliminado com corredores na primeira e terceira bases, a queimada dupla pode ser tão desejável que o time na defesa permite ao corredor anotar da terceira base para que duas eliminações sejam feitas e posterior anotação pelo time no ataque seja mais difícil.
Queimadas duplas iniciadas por um rebatedor batendo uma bola rasteira (mas não uma bola alta ou reta) são registradas como GIDP, sigla para caída em queimada dupla (grounded into double play). Se uma corrida for anotada numa jogada na qual o rebatedor caia em queimada dupla (primeira e terceira ou bases lotadas, nenhum eliminado), a regra nega ao rebatedor o crédito de uma RBI, embora o rebatedor sempre leve crédito por uma RBI num ground out com um eliminado ou uma escolha do defensor na qual um corredor anote.